# Pițiga, Alba

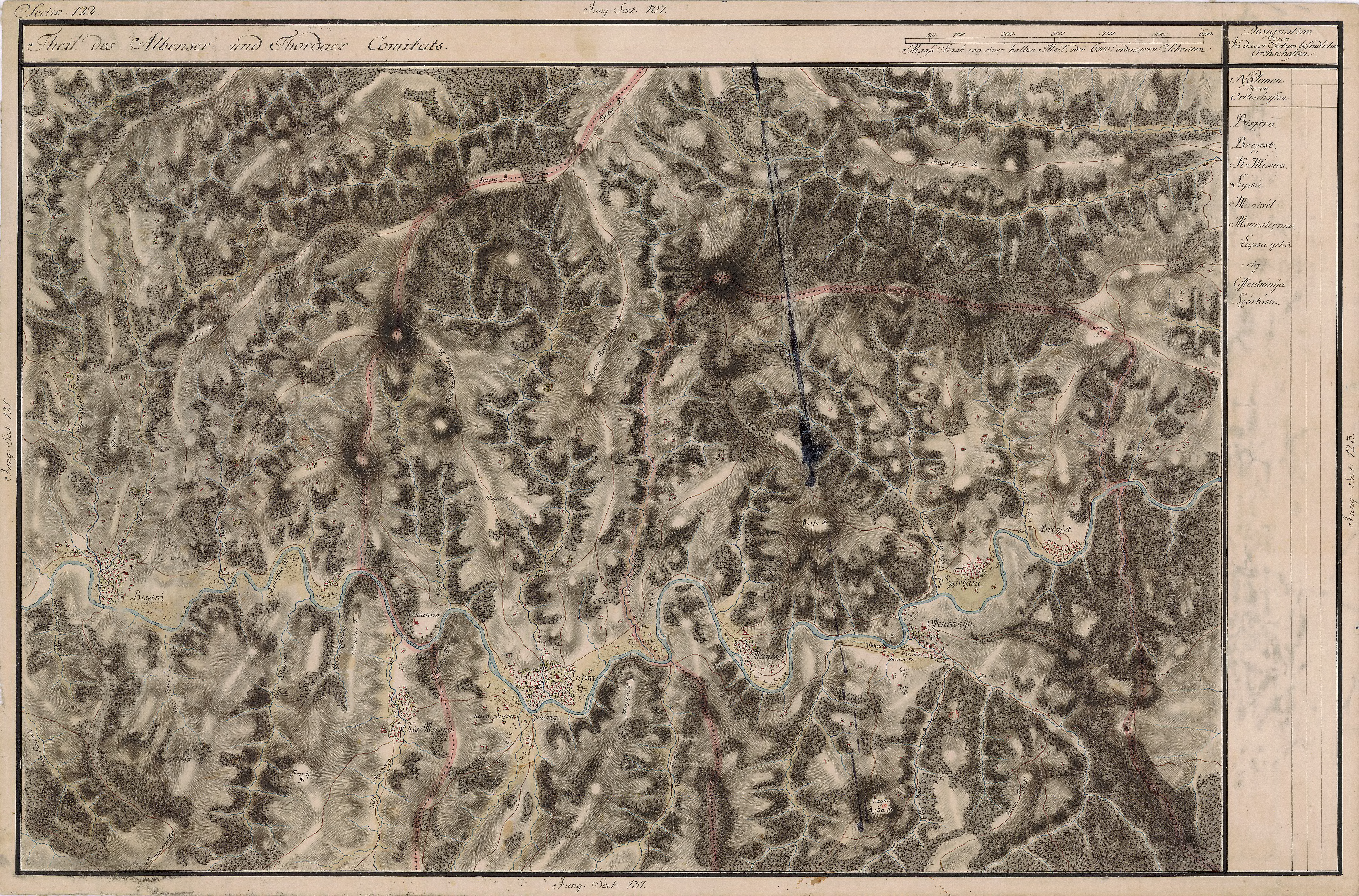
Harta Iosefină a Transilvaniei, 1769-1773 (Sectio 122) cu amplasamentul mănăstirii denumită “Monasteria”

Pițiga este un sat în comuna Lupșa din județul Alba, Transilvania, România.
Localitatea actuală (situată pe malul drept al Arieșului) nu apare pe Harta Iosefină a Transilvaniei din 1769-1773 (Sectio 122). Pe malul opus al Arieșului, la mică distanță de Pițiga, pe hartă este marcat amplasamentul unei mănăstiri (“Monasteria”).

 Acest articol despre o localitate din județul Alba este deocamdată un ciot. Puteți ajuta Wikipedia prin completarea lui.